# Mary Jane Bennett
Mary Jane Bennett, geb. Hebden (* 1816 in Yorkshire, England; † 6. Juli 1885 in Dacre Banks, Yorkshire) war die erste und einzige offizielle Leuchtturmwärterin in Neuseeland.

## Frühes Leben
Mary Jane Hebden wurde 1816 als erstes Kind der Eheleute Mary und William Hebden geboren und am 11. Dezember des Jahres in Pateley Bridge in Yorkshire getauft. Ihr Vater war Gutsherr des Dorfes Dacre Banks in der Grafschaft West Riding of Yorkshire.

## Neuseeland
Im September 1839 beantragte sie bei der New Zealand Company die Ausreise nach Neuseeland und sicherte sich vor der Abreise eine zukünftige Anstellung als Hausangestellte in Wellington. Sie schiffte sich noch im selben Jahr auf der Duke of Roxburgh ein und erreichte Wellington im Februar 1840.
George White Bennett, von Beruf Saatguthändler kam im Januar 1840 mit der Cuba nach Wellington. Es ist nicht ganz klar, ob Hebden ihm als Verlobte folgte oder sie sich erst in Neuseeland kennenlernten. Doch gesichert ist, dass sie beide zusammen am 20. November 1840 in der anglikanischen Kirche St. Paul's in Wellington in den Bund der Ehe eintraten. Ihr erstes von sieben Kinder wurde am 21. Januar 1842 geboren.
Bennetts Mann bewirtschaftete zunächst eine Farm in Lowry Bay und arbeitete als Angestellter in Wellington. 1852 wurde er dann zum ersten Leuchtturmwärter am Pencarrow Head, dem Eingang zum Wellington Harbour, ernannt. Die Lebensbedingungen für die Familie waren hart, da das Haus, in dem sie lebten, nicht wind- und wasserdicht war. Ein Beschwerdebrief ihres Mannes an die zuständigen Behörden, um Verbesserungen zu erreichen, wurden abgelehnt. In Folge verstarb ihre zweijährige Tochter Eliza am 6. Dezember 1852. Als im Juni 1855 Bennetts Mann bei einer Bootsfahrt im Hafengebiet über Bord ging und ertrank, übernahm sie die Arbeiten ihres Mannes und versuchte mit ihrer verbliebenen Familie zu überleben. Ihr letztes Kind kam im Dezember 1855 zu Welt, sechs Monate nach dem Tod ihres Mannes.
Nach vielen Verzögerungen entschieden die Verantwortlichen dann schließlich auf dem Pencarrow Head einen richtigen Leuchtturm zu errichten. Die Einweihung des Leuchtturm fand am 1. Januar 1859 statt und zehn Tage später wurde Mary Jane Bennett als erste Leuchtturmwärterin des Landes für einen dauerhaften und stabilen Leuchtturm in ihr Amt eingeführt. Ihre Ernennung fand in der New Zealand Gazette öffentlich ihren Widerhall. Ihr Gehalt belief sich auf 125 Pfund pro Jahr und mit William Lyall bekam sie einen stellvertretenden Leuchtturmwärter zu Seite gestellt. Die Schifffahrtsbehörde machte sehr gute Erfahrung mit Bennett und bestätigte auf Grund ihrer Berichte und Aufzeichnungen, dass sie ihre Aufgaben offensichtlich stets ordnungsgemäß und effizient ausgeführt hat.

## England
1865 endeten ihre Aufzeichnungen und es ist anzunehmen, dass sie in dem Jahr auch nach England zurückkehrt ist, um ihren Kindern eine gute Ausbildung in ihrem Heimatland gewähren zu können.
Mary Jane Bennett starb am 6. Juli 1885 in dem Dorf Dacre Banks, dort wo ihr Vater einst Gutsherr gewesen war.

## Söhne
Ihre drei Söhne kehrten im Jahr 1871 nach Neuseeland zurück, wo der jüngste von ihnen stellvertretender Leuchtturmwärter im Pencarrow Head Lighthouse wurde.